# Englerodaphne ovalifolia
Englerodaphne ovalifolia är en tibastväxtart som först beskrevs av Carl Daniel Friedrich Meisner, och fick sitt nu gällande namn av Phill.. Englerodaphne ovalifolia ingår i släktet Englerodaphne och familjen tibastväxter. Inga underarter finns listade i Catalogue of Life.